# 稲田健治
稲田 健治（いなだ けんじ、1897年〈明治30年〉6月15日 - 1978年〈昭和53年〉8月20日）は、日本の政治家。衆議院議員（1期）。旧姓・三鍋。

## 経歴
富山県中新川郡舟橋村で、三鍋泰一の二男として生まれ、1913年（大正2年）叔父・稲田与七郎の養子となる。舟橋村長、同村議、同農会長、富山県農業会理事となる。
1946年の第22回衆議院議員総選挙で富山県から諸派(農本党)で立候補して当選する。当選後は協同民主倶楽部に入り、協同民主党を経て、国民協同党となる。この間、国民協同党政策調査会内務部長となり、衆議院議員は1期務め、翌1947年の第23回衆議院議員総選挙には出馬しなかった。
このほか富山特殊鋼(株)取締役、高岡合同乗合自動車(株)、新川青果食品市場各監査役、富山製紙、北信タイヤ工業、富山地方興業、富山トヨペット各(株)社長を務めた。1978年死去。